# Matthiola lunata
Matthiola lunata är en korsblommig växtart som beskrevs av Dc. Matthiola lunata ingår i släktet lövkojor, och familjen korsblommiga växter. Inga underarter finns listade i Catalogue of Life.